# بيدرو غيلبرت
بيدرو غيلبرت (بالإسبانية: Pedro Gilbert)‏ هو قرصان رسمي إسباني، (ولد في كتالونيا في إسبانيا 1800 – 1835 م).